# كهف السبعة رقود في دجبة
كهف السبعة رقود هو معلم أثري تونسي مصنف من قبل المعهد الوطني للتراث يقع في ولاية باجة في الشمال الغربي التونسي، تحديدا في دجبة تم تصنيف المعلم في يوم 1 مارس 1905.

## مقالات ذات صلة
- قائمة المعالم الأثرية المصنفة في تونس